# Statenhuis (Maastricht)
Het Statenhuis, ook wel Lands-huys, voorheen Brabantse munt en Vroenhofse schepenbank, was een gebouw aan het Vrijthof in de Nederlandse stad Maastricht. Op deze locatie hebben minimaal drie verdwenen gebouwen gestaan, waarvan het laatste in 1914 werd gesloopt. Hier staat sinds 1918 het Hoofdpostkantoor van Maastricht, dat in 2010 werd gesloten. In het monumentale gebouw is sinds 2013 het short stay-appartementencomplex The Post / Urban Residences gevestigd.

## Geschiedenis

### Vroegste geschiedenis

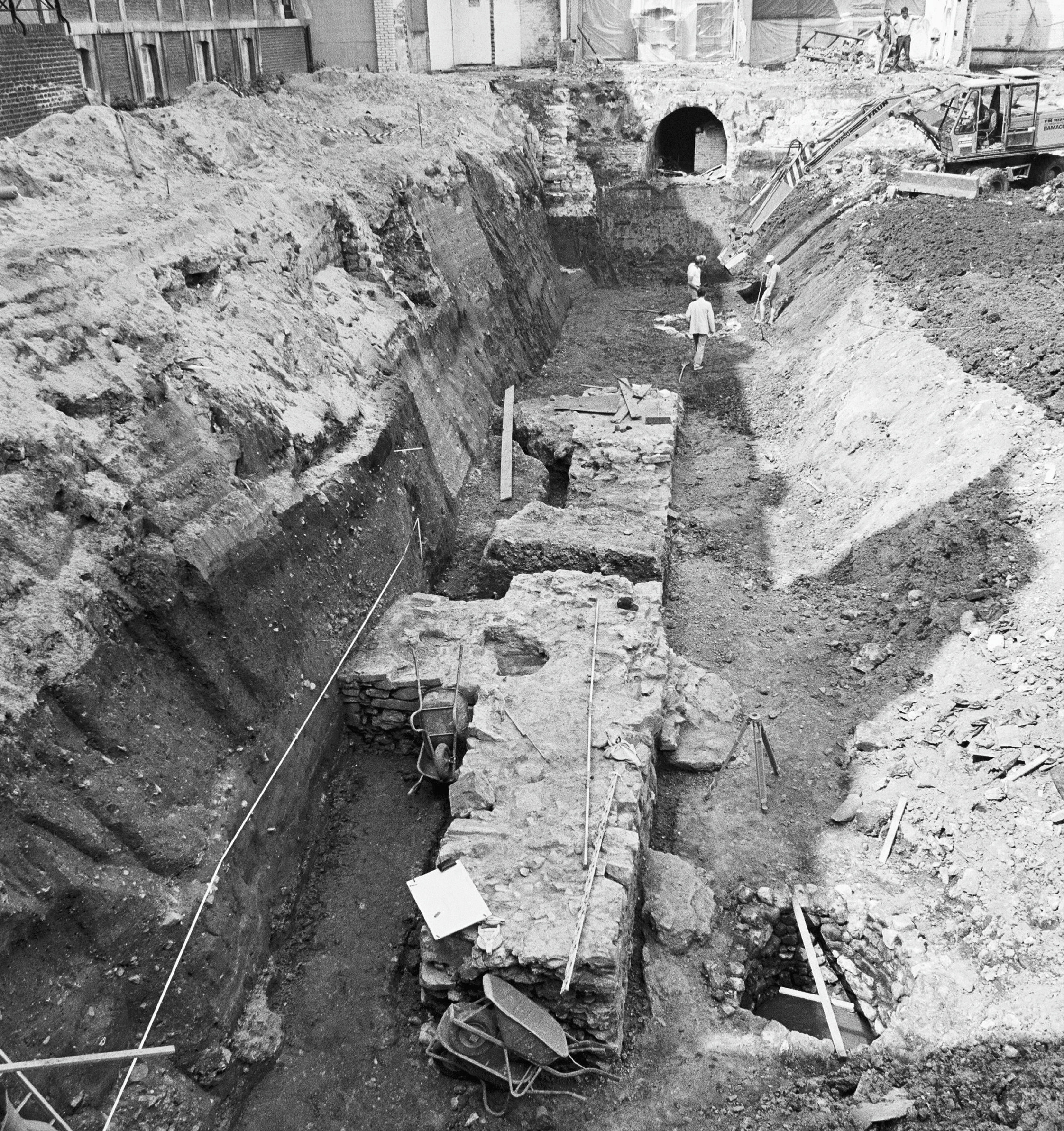
Opgraving Theater aan het Vrijthof met fundamenten van mogelijk een palts, gezien naar het westen (mei 1989)

Ondanks de vele opgravingen op en rondom het Vrijthof, hebben op het terrein van het huidige gebouw The Post nooit archeologische opgravingen plaatsgevonden. Evenmin zijn er meldingen van toevalvondsten bij de diverse sloop- en bouwcampagnes ter plaatse. Wel wordt door sommige auteurs opgemerkt dat de bouw van het Hoofdpostkantoor zou zijn vertraagd door de vele fundamenten in de ondergrond. Voor zover bekend is er toen geen onderzoek gedaan.
De Maastrichtse jurist en amateurhistoricus Lambert Emmanuel Joseph de Lenarts (1742-1799) – met in zijn voetspoor de politicus en amateurhistoricus Jules Schaepkens van Riempst sr. (1844-1925) – vermoedde ter plaatse van het toen nog bestaande Statenhuis de aanwezigheid van een tiende-eeuwse palts, maar noch De Lenarts, noch Schaepkens van Riempst wisten de lokalisering op de noordwestelijke hoek van het Vrijthof te onderbouwen. In 1962 werd de hypothese van De Lenarts grotendeels ontkracht door rijksarchivaris Herman Hardenberg. Wel kreeg het vermoeden van De Lenarts over een palts aan de noordzijde van het Vrijthof steun uit archeologische hoek door de opgraving in 1988-'89 van zeer zware fundamenten op het bouwterrein van het Theater aan het Vrijthof, nauwelijks 50 m verwijderd van het Statenhuis/Hoofdpostkantoor. De archeologen Titus Panhuysen en Ron Hulst interpreteerden deze muurrestanten als afkomstig van een tiende- of elfde-eeuwse palts, mogelijk een koninklijke palts van de Salische en Staufische vorsten, mogelijk de hertogelijke palts van Giselbert II van Maasgouw, hertog van Lotharingen. Die laatste zou in deze omgeving ook een eerste verdedigingsmuur hebben gebouwd, de Ottoonse muur. De afbraak van de vermoedelijke palts werd door Panhuysen in het eerste kwart van de dertiende eeuw geplaatst. Hoewel de fundamenten zich aan de westzijde voortzetten buiten de opgravingssite, is het onwaarschijnlijk dat de vermoedelijke palts zich uitstrekte tot aan de huidige locatie van The Post aan de Statenstraat.
Vanwege de ligging van het terrein op de noordwestelijke hoek van het Vijthof, aan een belangrijke Romeinse weg (de later zo genoemde Via Belgica), dicht bij het zich vanaf de vroege middeleeuwen ontwikkelende Sint-Servaascomplex en dicht bij de vermoede koninklijke of hertogelijke palts, lijkt het bestaan van een (vroeg)middeleeuws gebouw van betekenis op deze locatie niet onlogisch. Ook de aanwezigheid van de Brabantse dingbank op de noordwesthoek van het Vrijthof, vermoedelijk al in de dertiende eeuw, zou in die richting kunnen wijzen. Door het ontbreken van archeologisch en archivarisch bewijs kan over de aard daarvan niets met zekerheid worden gezegd. Toekomstig archeologisch onderzoek kan mogelijk nieuwe inzichten geven, hoewel de kans daarop klein lijkt. Het in 1919 voltooide Hoofdpostkantoor is sinds 1997 een beschermd rijksmonument. Bovendien is door de bouw van het volumineuze en deels onderkelderde postkantoor het bodemarchief waarschijnlijk grotendeels vernietigd.

### Munthuis en schepenbank
Vermoedelijk vanaf de late zestiende eeuw waren op de noordwesthoek van het Vrijthof een munt- en schepenhuis gevestigd. Vanwege de tweeherigheid waren er in de middeleeuwen twee munthuizen in Maastricht. Beide werden geacht in overleg met elkaar dezelfde munten te slaan, wat mogelijk niet altijd gebeurde. De Brabantse of hertogelijke munt lag aanvankelijk aan de Muntstraat. Vermoedelijk in de veertiende eeuw werd deze verplaatst naar de Lenculenstraat, nabij de Lenculenpoort. Later, waarschijnlijk na 1579, verhuisde de Brabantse munt naar de noordwesthoek van het Vrijthof, een gebied dat eveneens binnen de Vroenhof lag.
Omstreeks dezelfde tijd nam de  Vroenhofse schepenbank intrek bij het munthuis aan het Vrijthof, nadat het eigen gebouw, de Hof van Lenculen aan de Tongersestraat, tijdens het beleg door Parma was verwoest. De Brabantse munt werd in 1632, na de inname van de stad door Frederik Hendrik, opgeheven. Omstreeks 1665 verhuisde de Vroenhofse schepenbank naar het nieuwe Stadhuis van Maastricht. Het gebouw aan het Vrijthof werd toen ingericht als logeeradres van de Staatse commissarissen-deciseurs en afgevaardigden van de Raad van State, die elkaar afwisselden in tweejaarlijkse bezoeken aan Maastricht.

### Eerste Statenhuis

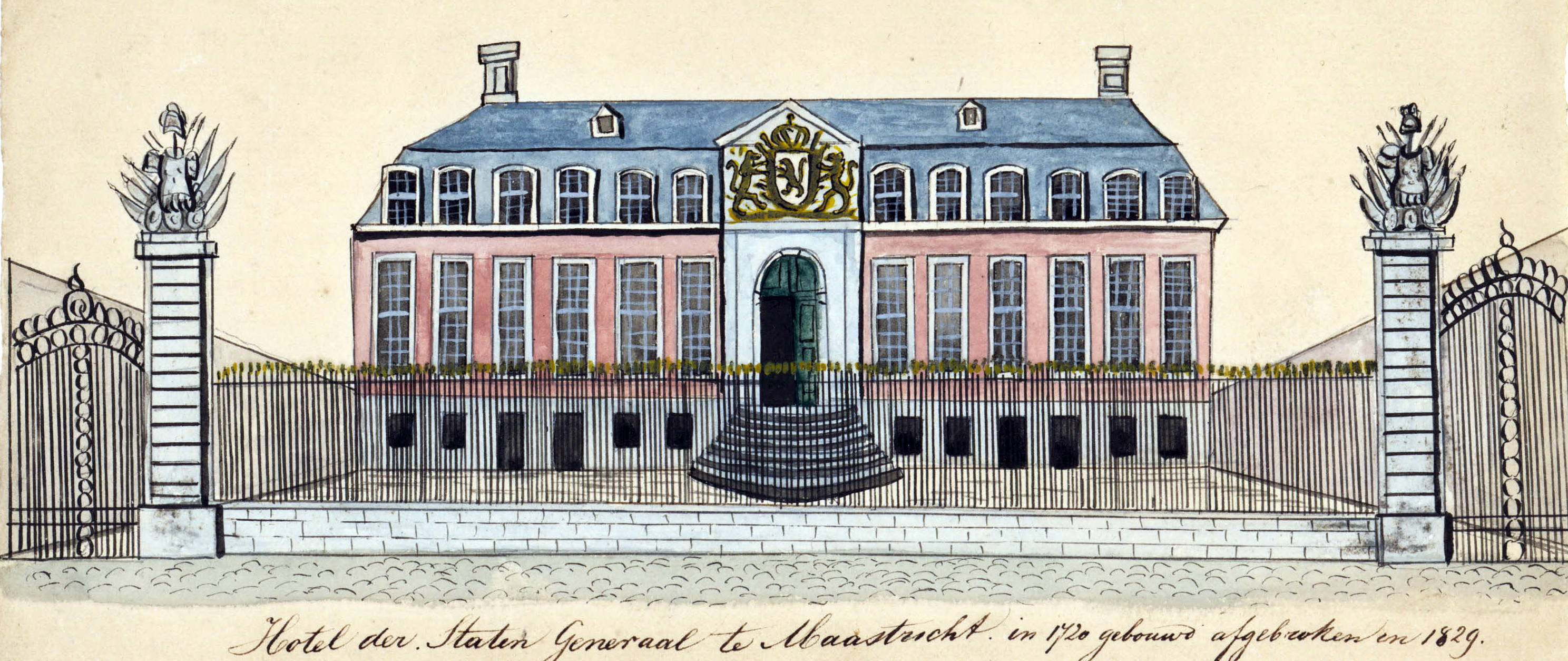
Ingekleurde tekening, vermoedelijk door Philippe van Gulpen (1792-1862), of nagetekend door Van der Noordaa. Vergelijk de afbeelding rechtsboven (met rondboogvensters en Franstalig onderschrift)

Omstreeks 1700 werd op de plaats van het oude munthuis een nieuw Statenhuis gebouwd. Het betrof een paviljoenachtig gebouw in Luiks-Akense barokstijl met een souterrain, een beletage en een hoog opgaand dak met mansardeverdieping. Boven de entree bevond zich een frontispice met het wapen van de Republiek en de wapenspreuk Concordia res parvae crescunt ("Eendracht maakt macht"). Het ontwerp was van de ingenieurs van het garnizoen. Tot 1794 bleef het gebouw in gebruik als logeeradres van de Staatse afgevaardigden. Vóór het Statenhuis, op de noordwesthoek van het Vrijthof, vonden in de achttiende eeuw terechtstellingen plaats.
Tijdens het beleg van 1748 raakte het Statenhuis zwaar beschadigd door enkele voltreffers van Franse mortieren. In de Franse Tijd (1794-1814) zetelde in het gebouw de Administration Maestricht, bestaande uit vijftien burgers (met aan het hoofd de agent national Charles Clément Roemers), en het Tribunal supérieur, de burgerlijke rechtbank (met als president André Charles Membrede), vanaf 1796 Tribunal civil. Nadat de rechtbank was verhuisd naar het nieuwe Paleis van Justitie in de voormalige Tweede Franciscanenkerk, werd het in slechte staat verkerende gebouw aan het Vrijthof in 1829 verkocht voor 11.200 gulden en vermoedelijk nog in hetzelfde jaar afgebroken.

### Tweede Statenhuis

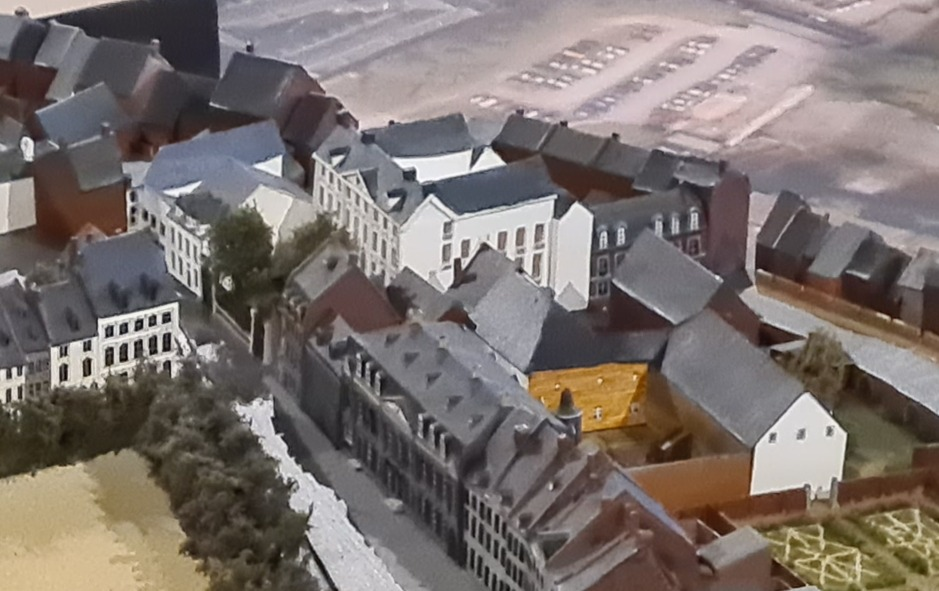
Detail van de (onvoltooide) maquette Maastricht 1867. Linksonder het Vrijthof met o.a. het Generaalshuis. Het grote, witte pand in het midden is het Statenhuis

In 1830 werd het Statenhuis herbouwd als particulier woonhuis. Het betrof een groot bouwwerk van drie bouwlagen met een ruim, omheind voorplein aan de zuidzijde. De neoclassicistische zuidgevel bestond uit negen traveeën, waarvan de middelste drie een risaliet vormden, bekroond door een fronton. De zijgevel langs het Statenstraatje had een onregelmatig indeling en was mogelijk onderdeel van een ouder bouwwerk. Het gebouw bleef bekend staan als Statenhuis, hoewel het uitsluitend een woonfunctie had. Volgens de kadastergegevens was in 1843 de arts Joseph Bosch (1794-1874) eigenaar van dit grote woongebouw met bijgebouwen en aangrenzende percelen aan het Statenstraatje en de Grote Gracht (percelen A584, A585, A586, A587, A590 en A591; in totaal ruim 1800 m²). Bosch was aan het Vrijthof min of meer buurman van generaal Dibbets (1782-1839), wiens lijfarts hij was. Vanaf circa 1838 woonde hij op Kasteel Eijsden. Mogelijk verhuurde hij het Statenhuis en aangrenzende woningen. Bosch ging omstreeks 1845 failliet vanwege een onrendabele investering.
In maart 1909 werd het Statenhuis door een assuradeur voor 110.000 gulden te koop aangeboden aan het Rijk voor de huisvesting van het nieuwe postkantoor. In juni 1913 werd het door het Rijk voor 50.000 gulden aangekocht van de weduwe A. Bonhomme-Boots, rentenierster. Het pand had toen als adres Vrijthof 41. In oktober 1913 werd de sloop aanbesteed en in januari 1914 werd het Statenhuis afgebroken. De monumentale hekpijlers, mogelijk nog daterend uit de tijd van het eerste Statenhuis, staan anno 2025 bij de oprijlaan van Huis De Torentjes in Maastricht-Sint Pieter.

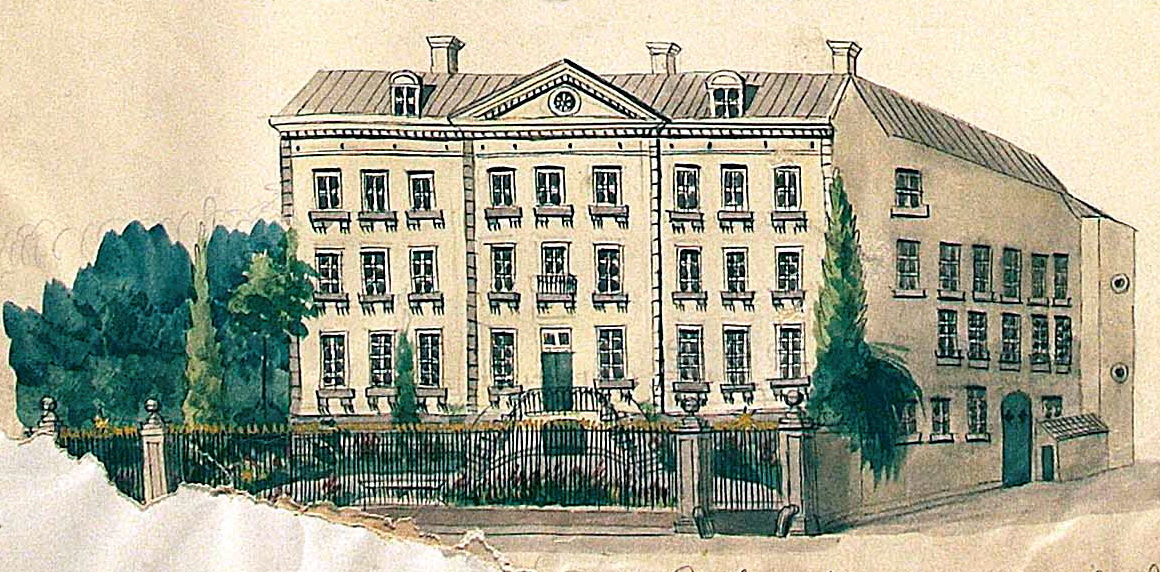
Tekening door Philippe van Gulpen (ca. 1830-'60)
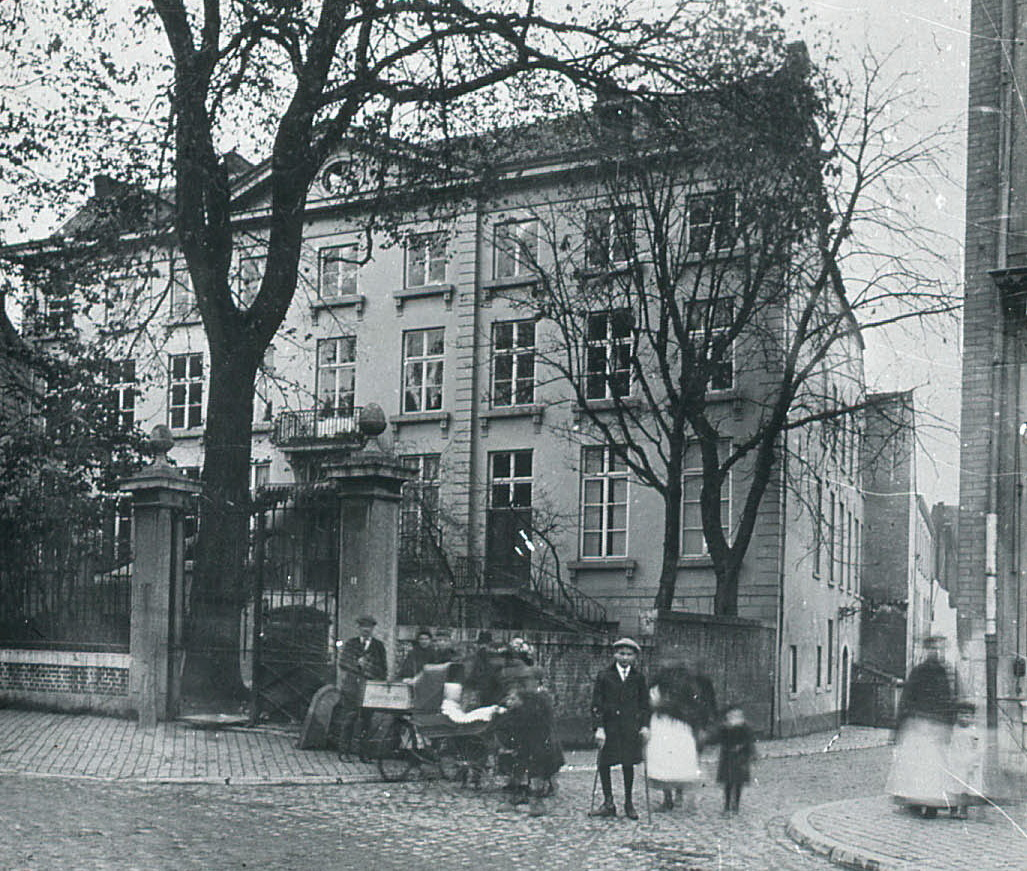
Vanaf de hoek Vrijthof (Alexander Simays, 1912)
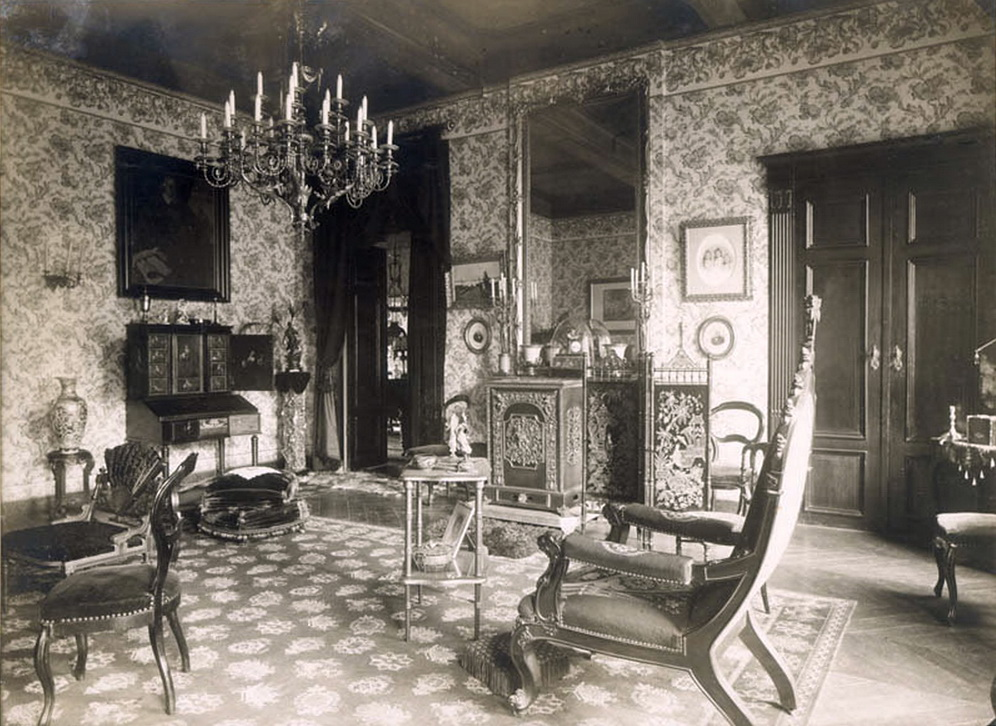
Interieur salon (Joh. van den Eerenbeemt, ca. 1910-1913)
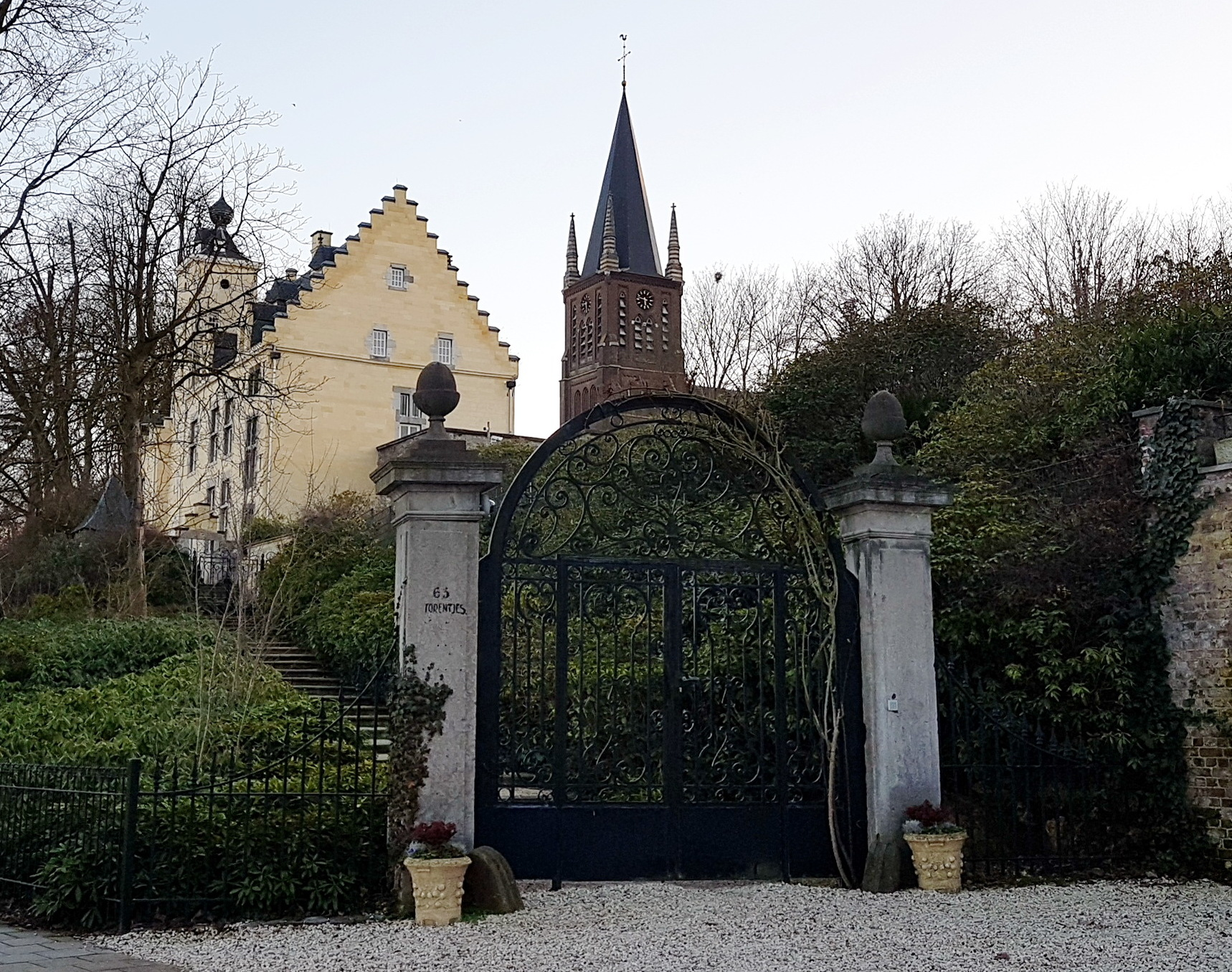
Hekpijlers Huis de Torentjes

### Hoofdpostkantoor
In 1918 verhuisde het Maastrichtse hoofdpostkantoor van de Sint Jacobstraat, hoek Papenstraat naar deze locatie aan het Vrijthof, waar een nieuw gebouw van architect Marinus Jan Granpré Molière betrokken werd. De architectuur van het nieuwe gebouw – een mengeling van traditionalisme en expressionisme – herinnert in niets aan de illustere voorgangers. Sinds 2013 is hier een short stay-appartementencomplex gevestigd.